# La regina dei desperados
La regina dei desperados (Montana Belle) è un film del 1952 diretto da Allan Dwan.

## Trama
Belle Starr, moglie di un criminale ucciso durante una rapina, sta per essere impiccata da una folla inferocita, ma viene salvata dai fratelli Bob e Gary Dalton, due fuorilegge che la portano con sé al quartier generale della banda. Belle si unisce a loro e si innamora di Bob, ma la loro burrascosa relazione viene interrotta dal giocatore d'azzardo Tom Bradfield, proprietario di una bisca. Con la complicità di un emissario, Bradfield fa credere ai Dalton che le circostanze siano favorevoli per una rapina, ma in realtà mette sulle loro tracce la polizia, che fa irruzione nel covo della banda, dove si trova Belle. Credendosi tradita, Belle vuole vendicarsi ma in realtà è proprio grazie al suo intervento che i Dalton riescono a salvarsi.
Belle allora si mette a capo di una sua propria banda, che imperversa nell'Oklahoma fino al giorno in cui, rimessi gli abiti femminili, si ripresenta alla bisca di Tom. Questi approfitta della sua presenza per catturare i Dalton, ma riesce nel suo intento solo dopo una serie di vicende, durante le quali ha modo anche di dichiarare a Belle il suo amore. Alla fine anche Belle viene arrestata, ma dopo aver pagato il suo debito alla giustizia, trova ancora Tom pronto a offrirle la possibilità di una nuova vita.

## Produzione
Il film fu prodotto da Howard Welsch per la Republic Pictures nel 1948; nella primavera del 1949 il magnate del cinema Howard Hughes volle acquistare il negativo e lo tenne nel cassetto per tre anni fino a quando non lo mandò nelle sale per la sua casa cinematografica, la RKO Radio Pictures, nel novembre 1952.
In questo western dichiaratamente romanzato, che non ha alcuna pretesa biografica, il ruolo di Belle Starr, leggendaria fuorilegge realmente esistita, che sparse il terrore in Oklahoma a metà del XIX secolo, è interpretato dalla prorompente Jane Russell.